# Szyjkiwka
Szyjkiwka (ukr. Шийківка) – wieś na Ukrainie, w obwodzie charkowskim, w rejonie iziumskim. W 2001 liczyła 739 mieszkańców, spośród których 662 posługiwało się językiem ukraińskim, a 77 rosyjskim.